# Znamianka
Znamianka (tiếng Ukraina: Знам'янка) là một thành phố của Ukraina. Thành phố này thuộc tỉnh Kirovohrad. Thành phố này có diện tích ? km2, dân số theo điều tra dân số năm 2001 là 29412 người.